# Zi-MVZ-Panel
Das Zi-MVZ-Panel, ist eine regelmäßig stattfindende, bundesweite Befragung von Medizinischen Versorgungszentren (MVZ) und ihnen gleichgestellten Einrichtungen (§§ 95 und 311 SGB V). durch das Zentralinstitut für die Kassenärztliche Versorgung in Deutschland (ZI). Die Erhebung wird im Auftrag der Kassenärztlichen Bundesvereinigung (KBV) sowie den Kassenärztlichen Vereinigungen (KVen) durchgeführt. Ziel ist es, für MVZ in Deutschland eine transparente umfassende Datengrundlage zu Organisations-, Versorgungs- und Wirtschaftsstrukturen in Deutschland zu schaffen.
Jedes Jahr werden alle zur vertragsärztlichen ambulanten Versorgung zugelassenen MVZ und ihnen gleichgestellten Einrichtungen (§§ 95 und 311 SGB V) angeschrieben. Die Teilnahme an der Befragung ist freiwillig und vollständig anonym. Als Anreiz zur Teilnahme erhalten MVZ eine Aufwandspauschale und nach Abschluss der Auswertungen Zugang zu einem interaktiven Online-Berichtsportal.
Das Zi-MVZ-Panel ist aus dem MVZ-Survey der KBV hervorgegangen. Seit Einführung der MVZ als ambulante Versorgungsform in Deutschland im Jahr 2004 wurde in regelmäßigen Abständen der MVZ-Survey der KBV in Form einer Online-Befragung der Geschäftsführer bzw. ärztlichen Leiter der MVZ durchgeführt. Dieser diente der Bestandaufnahme der Versorgungsform sowie deren Entwicklung und wurde im Jahr 2017 durch das Zi-MVZ-Panel abgelöst und um eine vertiefte wirtschaftliche Perspektive ergänzt. Dabei erfährt das Zi-MVZ-Panel durch die KBV sowie den Bundesverband der MVZ e.V. beratende Unterstützung.
Im Jahr 2021 wurde eine Sondererhebung zu investorenbetriebenen MVZ in Kooperation mit der Kassenärztlichen Vereinigung Hamburg durchgeführt. Hierbei standen insbesondere die Investorenbeteiligungen im Fokus, um deren Einfluss auf die Versorgungstätigkeiten zu untersuchen. Dazu wurden die Themenbereiche der Finanzierung und Investitionstätigkeit näher beleuchtet.

## Erhebungsinhalte und -auswertung
Erhoben werden Informationen zur MVZ-Struktur, Organisationsform und Aspekten des Versorgungsauftrags. Des Weiteren werden Informationen über Kooperation, Personal und Finanzen erhoben, sowie die MVZ über Planung, Bewertung und Erwartungen der wirtschaftlichen Situation der MVZ-Landschaft befragt.
Dabei erfüllt die Erhebung und Verarbeitung der Daten die höchsten Datenschutzanforderungen. Die Verarbeitung von personenbezogenen Daten und den Erhebungsdaten erfolgt grundsätzlich räumlich und organisatorisch getrennt. Das Zi verfügt durch die Zi-Treuhandstelle über eine unabhängige und organisatorisch wie räumlich getrennte Einrichtung zur Verarbeitung personenbezogener Daten. Dadurch hat das Zi keinen Zugriff auf personenbezogene Daten, sondern bearbeitet ausschließlich pseudonymisierte Erhebungsdaten. Eine Re-Identifikation teilnehmender MVZ ist ausgeschlossen. Die Ergebnisse des Zi-MVZ-Panels werden ausschließlich aggregiert ausgegeben.
Seit 2020 wird für die jährliche Erhebung ein Schwerpunktthema gewählt. Die letzte Erhebung im Jahr 2020 widmete sich dem Thema ‚Personal in MVZ‘.

## Veröffentlichungen
Die aufbereiteten Ergebnisse der jährlichen Querschnittstudie werden im Format eines Jahresberichts und einer Fachinformation durch das Zi veröffentlicht.
Neben den Auswertungsergebnissen der jährlichen Befragung enthält der Jahresbericht auch Analysen auf Basis der Abrechnungsdaten der Kassenärztlichen Vereinigungen sowie der Statistik des Bundesarztregisters, insbesondere zu Beschäftigungsdynamiken von Vertragsärzten und angestellten Ärzten in MVZ und freien Praxen.